# Björn Kohlström
Björn Kohlström, född 1967 i Umeå, är en svensk författare, litteraturkritiker, krönikör och bloggare under pseudonymen Bernur. Hans biografi om Virginia Woolf, "Virginia Woolf – en författarbiografi", är den första biografin om Woolf skriven på svenska, och gavs ut av H:ström. Den utgör en del av en serie, kallad "litterära profiler", och fick ett positivt mottagande av bland annat SvD.
Han skriver bokrecensioner och krönikor i Jönköpingsposten. 2010 mottog han ett stipendium på 80 000 kronor från Albert Bonniers stiftelse för att fira dess 100-årsminne. Dessutom ingick han i juryn för Augustpriset 2013.
Kohlström är gymnasielärare i engelska och svenska på Per Brahegymnasiet i Jönköping.